# Anguila de foc
L'anguila de foc (Mastacembelus erythrotaenia) és una espècie de peix pertanyent a la família dels mastacembèlids.

## Descripció
- Fa 100 cm de llargària màxima.[3][4]

## Alimentació
Menja larves d'insectes bentònics, cucs i matèria vegetal.

## Hàbitat
És un peix d'aigua dolça, demersal i de clima tropical (24 °C-28 °C).

## Distribució geogràfica
Es troba a Àsia: des de Tailàndia i Cambodja fins a Indonèsia.

## Observacions
És inofensiu per als humans.

## Ús comercial
Es comercialitza fresc als mercats i és, sovint, present al comerç de peixos d'aquari.